# Karjalanpaisti

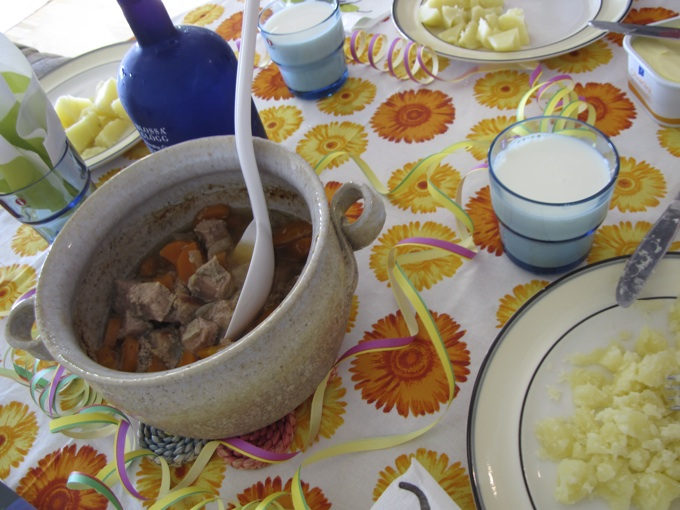
Karjalanpaisti

Karjalanpaisti (czasem stosowana polska nazwa gulasz karelski) – karelski kociołek mięsny. Danie fińskie przypominające nieco gulasz węgierski. Oryginalnie przyrządzane jest z mięsa renifera lub łosia, a w codziennej praktyce kuchennej z wieprzowiny, wołowiny lub cielęciny, a także z dziczyzny. Mięso początkowo marynuje się kilka godzin w fińskiej wódce, następnie obsmaża z cebulą, dodaje inne warzywa i przyprawy (szczególnie świeży lubczyk), zalewa marynatą z wódki i wodą źródlaną, po czym piecze kilka godzin, do odparowania cieczy. Karjalanpaisti podaje się przede wszystkim z ziemniakami lub żytnim, gruboziarnistym chlebem posmarowanym fińskim masłem.
W 2007 w głosowaniu zorganizowanym przez gazetę „Iltalehti” czytelnicy uznali karjalanpaisti za fińskie danie narodowe (20,94% głosów), natomiast w 2016 w podobnym głosowaniu zorganizowanym przez Suomalaisen ruokakulttuurin edistämissäätiö ELO karjalanpaisti zajęło drugie miejsce (9375 głosów – 24,7%), przegrywając o 1 punkt procentowy z chlebem żytnim (9783 głosy).